# Heuvelland (gemeente)
Heuvelland is een gemeente in de Belgische provincie West-Vlaanderen. De gemeente telt bijna 8000 inwoners en bestaat uit acht kleine dorpjes. Heuvelland is een dunbevolkte gemeente in het plattelandsgebied tussen de kleinstedelijke kernen Ieper en Poperinge en het stedelijk gebied Kortrijk-Rijsel langs de E17.

## Toponymie
De gemeente heeft haar naam te danken aan de verschillende heuvels op het grondgebied.

## Geschiedenis
De gemeente vindt haar ontstaan in de gemeentefusie van 1976 van de dorpen Dranouter, Kemmel, Loker, Nieuwkerke, Westouter, Wijtschate en Wulvergem. Tevens werd daar nog De Klijte aan toegevoegd, dat voordien tot de gemeente Reningelst had behoord.

## Geografie

### Landschap
De gemeente Heuvelland ligt in een reliëfstreek die het West-Vlaams Heuvelland wordt genoemd. De hoogste heuvel in de gemeente is de Kemmelberg (154 m); dan volgen de Vidaigneberg (136 m), de Rodeberg (129 m), de Scherpenberg (125 m) en een lager gelegen heuvel (82 m) waarop Wijtschate ligt (Helling van Wijtschate). Op de grens met Frankrijk ligt nog de Zwarteberg. Deze heuvels maken deel uit van een groter heuvellandschap dat ook het Houtland van de Franse Westhoek omvat. Vooral voor het wielertoerisme en enkele wedstrijden zijn deze heuvels van belang.
Oorspronkelijk was dit een bosrijk gebied. Vele eeuwen akkerbouw maar ook zware gevechten in de Eerste Wereldoorlog hebben het uitzicht totaal veranderd waardoor nu alleen nog de heuveltoppen met bomen zijn bedekt; vooral met eik, beuk en tamme kastanje. Er wordt een politiek van herbebossing gevoerd, waardoor de overgebleven bossen opnieuw uitgebreid en eventueel aaneengesloten worden.
Het Provinciaal Domein Kemmelberg is vrij toegankelijk dankzij een aantal wandelpaden. Bepaalde gedeelten van het bos zijn wel afgesloten voor het publiek om de begroeiing toe te laten zich te ontwikkelen. De Vlaamse Gemeenschap beheert het Hellegatbos op de Rodeberg. Het Hellegatbos is een typisch bronbos, een plaats die door de zompige, moerassige bodem, doorkruist met vele beekjes, niet werd ontgonnen en aan de natuur werd toevertrouwd. In het voorjaar kleuren de boshyacinten de flanken van de heuvels purper. Er ontstaan bronbosjes door bronwater dat boven een kleilaag aan de oppervlakte opborrelt.

### Kernen
De fusiegemeente Heuvelland bestaat uit 8 kleine landelijke dorpjes. De deelgemeenten Dranouter, Kemmel, Loker, Nieuwkerke, Westouter, Wijtschate en Wulvergem waren vroeger zelfstandig gemeenten. De Klijte was voor de gemeentelijke fusies niet zelfstandig, maar maakte deel uit van de toen nog zelfstandige gemeente Reningelst.
Kemmel, Wijtschate, Nieuwkerke en Westouter zijn de grootste kernen, met elk meer dan 1000 inwoners. Het gemeentehuis en de gemeentelijke administratie bevinden zich in Kemmel, net als het politiekantoor en het postkantoor van de gemeente. In Wijtschate bevinden zich het rustoord, de gemeentelijke sporthal en de hoofduitleenpost van de gemeentelijke bibliotheek. In Nieuwkerke ligt het gemeentelijk containerpark. De vier andere kernen zijn kleinere dorpjes met minder voorzieningen.
Naast deze dorpskernen liggen in de gemeente nog enkele kleine woongroeperingen. Zo komen op de heuvelruggen van de Rodeberg en Zwarteberg residentiële woningen voor, gemengd met horeca- en handelszaken. Ook de kern van de gemeente Mesen heeft nog een kleine uitloper in Heuvelland.
| # | Naam             | Opp. (km²) | Inwoners (2024) | Inwoners per km² | NIS-code |
| - | ---------------- | ---------- | --------------- | ---------------- | -------- |
| 1 | Kemmel (I)       | 13,05      | 1 136           | 86               | 33039A   |
| 2 | Wijtschate (II)  | 26,37      | 2 076           | 76               | 33039B   |
| 3 | Wulvergem (III)  | 3,51       | 274             | 74               | 33039C   |
| 4 | Nieuwkerke (IV)  | 17,48      | 1 472           | 85               | 33039D   |
| 5 | Dranouter (V)    | 10,83      | 689             | 62               | 33039E   |
| 6 | Loker (VI)       | 6,83       | 547             | 82               | 33039F   |
| 7 | Westouter (VII)  | 11,80      | 1 270           | 110              | 33039G   |
| 8 | De Klijte (VIII) | 4,92       | 555             | 106              | 33039H   |

De gemeente Heuvelland grenst door haar landelijke uitgestrektheid aan een groot aantal dorpjes en gemeenten:
| - a. Poperinge (stad Poperinge) - b. Reningelst (stad Poperinge) - c. Dikkebus (stad Ieper) - d. Vlamertinge (stad Ieper) - e. Voormezele (stad Ieper) - f. Hollebeke (stad Ieper) - g. Houthem (stad Komen-Waasten) - h. Neerwaasten (stad Komen-Waasten) |

| - i. Waasten (stad Komen-Waasten) - j. Mesen (stad Mesen) - k. Ploegsteert (stad Komen-Waasten) - l. Niepkerke (Nieppe, Frankrijk) - m. Belle (Bailleul, Frankrijk) - n. Sint-Janskappel (Saint-Jans-Cappel, Frankrijk) - o. Boeschepe (Frankrijk) |

### Kaart

Heuvelland, deelgemeenten en buurgemeenten. De gele gebieden zijn bebouwde kernen.

### Heuvels
- Baneberg
- Goeberg
- Helling van Mesen
- Helling van Nieuwkerke
- Helling van Wijtschate
- Kemmelberg
- Kraaiberg
- Letteberg
- Monteberg
- Rodeberg
- Rozenberg
- Scherpenberg
- Suikerberg
- Sulferberg
- Vidaigneberg
- De Walletjes
- Zwarteberg
- Zwarte Molen

## Demografie

### Demografische ontwikkeling
Alle historische gegevens hebben betrekking op de huidige gemeente, inclusief deelgemeenten, zoals ontstaan na de fusie van 1 januari 1977.
- Bronnen:NIS, Opm:1831 tot en met 1981=volkstellingen; 1990 en later= inwonertal op 1 januari

| Inwoners van jaar tot jaar op 1 januari 1992 tot heden | Inwoners van jaar tot jaar op 1 januari 1992 tot heden | Inwoners van jaar tot jaar op 1 januari 1992 tot heden |
| jaar                                                   | Aantal                                                 | Evolutie: 1992=index 100                               |
| ------------------------------------------------------ | ------------------------------------------------------ | ------------------------------------------------------ |
| 1992                                                   | 8.457                                                  | 100,0                                                  |
| 1993                                                   | 8.467                                                  | 100,1                                                  |
| 1994                                                   | 8.517                                                  | 100,7                                                  |
| 1995                                                   | 8.498                                                  | 100,5                                                  |
| 1996                                                   | 8.449                                                  | 99,9                                                   |
| 1997                                                   | 8.468                                                  | 100,1                                                  |
| 1998                                                   | 8.435                                                  | 99,7                                                   |
| 1999                                                   | 8.424                                                  | 99,6                                                   |
| 2000                                                   | 8.399                                                  | 99,3                                                   |
| 2001                                                   | 8.363                                                  | 98,9                                                   |
| 2002                                                   | 8.332                                                  | 98,5                                                   |
| 2003                                                   | 8.322                                                  | 98,4                                                   |
| 2004                                                   | 8.292                                                  | 98,0                                                   |
| 2005                                                   | 8.228                                                  | 97,3                                                   |
| 2006                                                   | 8.217                                                  | 97,2                                                   |
| 2007                                                   | 8.177                                                  | 96,7                                                   |
| 2008                                                   | 8.166                                                  | 96,6                                                   |
| 2009                                                   | 8.118                                                  | 96,0                                                   |
| 2010                                                   | 8.125                                                  | 96,1                                                   |
| 2011                                                   | 7.994                                                  | 94,5                                                   |
| 2012                                                   | 7.940                                                  | 93,9                                                   |
| 2013                                                   | 7.896                                                  | 93,4                                                   |
| 2014                                                   | 7.856                                                  | 92,9                                                   |
| 2015                                                   | 7.883                                                  | 93,2                                                   |
| 2016                                                   | 7.827                                                  | 92,6                                                   |
| 2017                                                   | 7.784                                                  | 92,0                                                   |
| 2018                                                   | 7.862                                                  | 93,0                                                   |
| 2019                                                   | 7.909                                                  | 93,5                                                   |
| 2020                                                   | 7.926                                                  | 93,7                                                   |
| 2021                                                   | 7.897                                                  | 93,4                                                   |
| 2022                                                   | 7.991                                                  | 94,5                                                   |
| 2023                                                   | 7.958                                                  | 94,1                                                   |
| 2024                                                   | 7.969                                                  | 94,2                                                   |
| 2025                                                   | 8.021                                                  | 94,8                                                   |

## Politiek

### Structuur
| Heuvelland       | Heuvelland       | Supranationaal         | Nationaal                         | Nationaal                         | Gemeenschap               | Gewest                    | Provincie                 | Arrondissement  | Provinciedistrict | Kanton          | Gemeente        |
| ---------------- | ---------------- | ---------------------- | --------------------------------- | --------------------------------- | ------------------------- | ------------------------- | ------------------------- | --------------- | ----------------- | --------------- | --------------- |
| Administratief   | Niveau           | Europese Unie          | België                            | België                            | Vlaanderen                | Vlaanderen                | West-Vlaanderen           | Ieper           | Ieper             | Ieper           | Heuvelland      |
| Administratief   | Bestuur          | Europese Commissie     | Belgische regering                | Belgische regering                | Vlaamse regering          | Vlaamse regering          | Deputatie                 | Deputatie       | Deputatie         | Deputatie       | Gemeentebestuur |
| Administratief   | Raad             | Europees Parlement     | Kamer van Volksvertegenwoordigers | Kamer van Volksvertegenwoordigers | Vlaams Parlement          | Vlaams Parlement          | Provincieraad             | Provincieraad   | Provincieraad     | Provincieraad   | Gemeenteraad    |
| Kiesomschrijving | Kiesomschrijving | Nederlands Kiescollege | Kieskring West-Vlaanderen         | Kieskring West-Vlaanderen         | Kieskring West-Vlaanderen | Kieskring West-Vlaanderen | Kieskring West-Vlaanderen | Kortrijk-Ieper  | Ieper             | Mesen           | Heuvelland      |
| Verkiezing       | Verkiezing       | Europese               | Federale                          | Federale                          | Vlaamse                   | Vlaamse                   | Provincieraads-           | Provincieraads- | Provincieraads-   | Provincieraads- | Gemeenteraads-  |

### Geschiedenis

#### (Voormalige) burgemeesters
| Tijdspanne | Tijdspanne   | Burgemeester               |
| ---------- | ------------ | -------------------------- |
|            | 1977 - 2000  | José Lemaire (CVP)         |
|            | 2001 - 2012  | Bernard Heens (CD&V)       |
|            | 2013 - 2020  | Marc Lewyllie (Gem.Bel)    |
|            | 2021 - heden | Wieland De Meyer (Gem.Bel) |

#### Legislatuur 2019 - 2025
Burgemeester was Marc Lewyllie van Gemeentebelangen, die in 2021 werd opgevolgd door Wieland De Meyer. Hun partij had de absolute meerderheid met 12 op 19 zetels.

#### Legislatuur 2025 - 2030
Bij de gemeenteraadsverkiezingen van 13 oktober 2024 haalde Gemeentebelangen een nipte absolute meerderheid van 10 op 19 zetels. Op 24 december 2024 raakte bekend dat de Raad voor Verkiezingsbetwistingen 'onregelmatigheden' had vastgesteld bij de telling van de stemmen voor de gemeenteraad en daardoor het resultaat van de verkiezingen ongeldig verklaarde. De lijst Gemeentebelangen vocht deze beslissing aan bij de Raad van State, die op 14 maart 2025 de klachten over onregelmatigheden ongegrond verklaarde en oordeelde dat de stemverrichtingen correct waren verlopen. Daarom werd het niet meer nodig geacht om nieuwe verkiezingen uit te schrijven. Tien dagen later, op 24 maart 2025 werden de nieuwe gemeenteraad en schepencollege geïnstalleerd. Wieland De Meyer (Gemeentebelangen) bleef burgemeester.

### Resultaten gemeenteraadsverkiezingen sinds 1976
| Partij of kartel     | Partij of kartel     | 10-10-1976 | 10-10-1976 | 10-10-1982 | 10-10-1982 | 9-10-1988 | 9-10-1988 | 9-10-1994 | 9-10-1994 | 8-10-2000 | 8-10-2000 | 8-10-2006 | 8-10-2006 | 14-10-2012 | 14-10-2012 | 14-10-2018 | 14-10-2018 | 13-10-2024 | 13-10-2024 |
| Stemmen / Zetels     | Stemmen / Zetels     | %          | 21         | %          | 19         | %         | 19        | %         | 19        | %         | 19        | %         | 19        | %          | 19         | %          | 19         | %          | 19         |
| -------------------- | -------------------- | ---------- | ---------- | ---------- | ---------- | --------- | --------- | --------- | --------- | --------- | --------- | --------- | --------- | ---------- | ---------- | ---------- | ---------- | ---------- | ---------- |
|                      | CVP1 / CD&V2         | 69,751     | 17         | 49,071     | 11         | 47,391    | 10        | 49,431    | 11        | 46,331    | 10        | 55,362    | 11        | 31,212     | 6          | 26,22      | 5          | 34,62      | 8          |
|                      | Gemeentebelangen     | -          |            | -          |            | -         |           | -         |           | 40,37     | 9         | 42,93     | 8         | 42,6       | 9          | 51,9       | 12         | 42,7       | 10         |
|                      | N-VA1 / N-VA Plus2   | -          |            | -          |            | -         |           | -         |           | -         |           | -         |           | 18,211     | 3          | 15,41      | 2          | 10,42      | 1          |
|                      | Heuvelland           | -          |            | -          |            | -         |           | -         |           | -         |           | -         |           | 7,98       | 1          | 6,5        | 0          | 5,4        | 0          |
|                      | Vlaams Belang        | -          |            | -          |            | -         |           | -         |           | -         |           | -         |           | -          |            | -          |            | 6,6        | 0          |
|                      | SP                   | 11,19      | 1          | 11,7       | 1          | -         |           | -         |           | 7,11      | 0         | -         |           | -          |            | -          |            | -          |            |
|                      | Agalev               | -          |            | -          |            | 4,16      | 0         | -         |           | 6,19      | 0         | -         |           | -          |            | -          |            | -          |            |
|                      | SAMEN                | -          |            | -          |            | 43,17     | 9         | 41,19     | 8         | -         |           | -         |           | -          |            | -          |            | -          |            |
|                      | BELANG               | -          |            | -          |            | -         |           | 4,2       | 0         | -         |           | -         |           | -          |            | -          |            | -          |            |
|                      | VOOR                 | -          |            | -          |            | -         |           | 5,18      | 0         | -         |           | -         |           | -          |            | -          |            | -          |            |
|                      | PVV                  | -          |            | 8,13       | 1          | 5,29      | 0         | -         |           | -         |           | -         |           | -          |            | -          |            | -          |            |
|                      | VVP                  | -          |            | 31,09      | 6          | -         |           | -         |           | -         |           | -         |           | -          |            | -          |            | -          |            |
|                      | GEM BEL              | 19,06      | 3          | -          |            | -         |           | -         |           | -         |           | -         |           | -          |            | -          |            | -          |            |
| Anderen(*)           | Anderen(*)           | -          |            | -          |            | -         |           | -         |           | -         |           | 1,71      | 0         | -          |            | -          |            | 0,2        | 0          |
| Totaal stemmen       | Totaal stemmen       | 5927       | 5927       | 5980       | 5980       | 5982      | 5982      | 6007      | 6007      | 5967      | 5967      | 5955      | 5955      | 5781       | 5781       | 5752       | 5752       | 4832       | 4832       |
| Opkomst %            | Opkomst %            |            |            |            |            | 97,3      | 97,3      | 97,64     | 97,64     | 96,44     | 96,44     | 97,69     | 97,69     | 96,30      | 96,30      | 96,4       | 96,4       | 74,32      | 74,32      |
| Blanco en ongeldig % | Blanco en ongeldig % | 3,51       | 3,51       | 3,56       | 3,56       | 3,88      | 3,88      | 4,49      | 4,49      | 5,55      | 5,55      | 5,73      | 5,73      | 5,88       | 5,88       | 6,3        | 6,3        | 1,92       | 1,92       |

De rode cijfers naast de gegevens duiden aan onder welke naam de partijen telkens bij een verkiezing opkwamen.

De zetels van de gevormde meerderheid staan vetjes afgedrukt. De grootste partij is in kleur.

(*) / 2006: B.U.B. / 2024: Inwoners Belangen

## Bezienswaardigheden

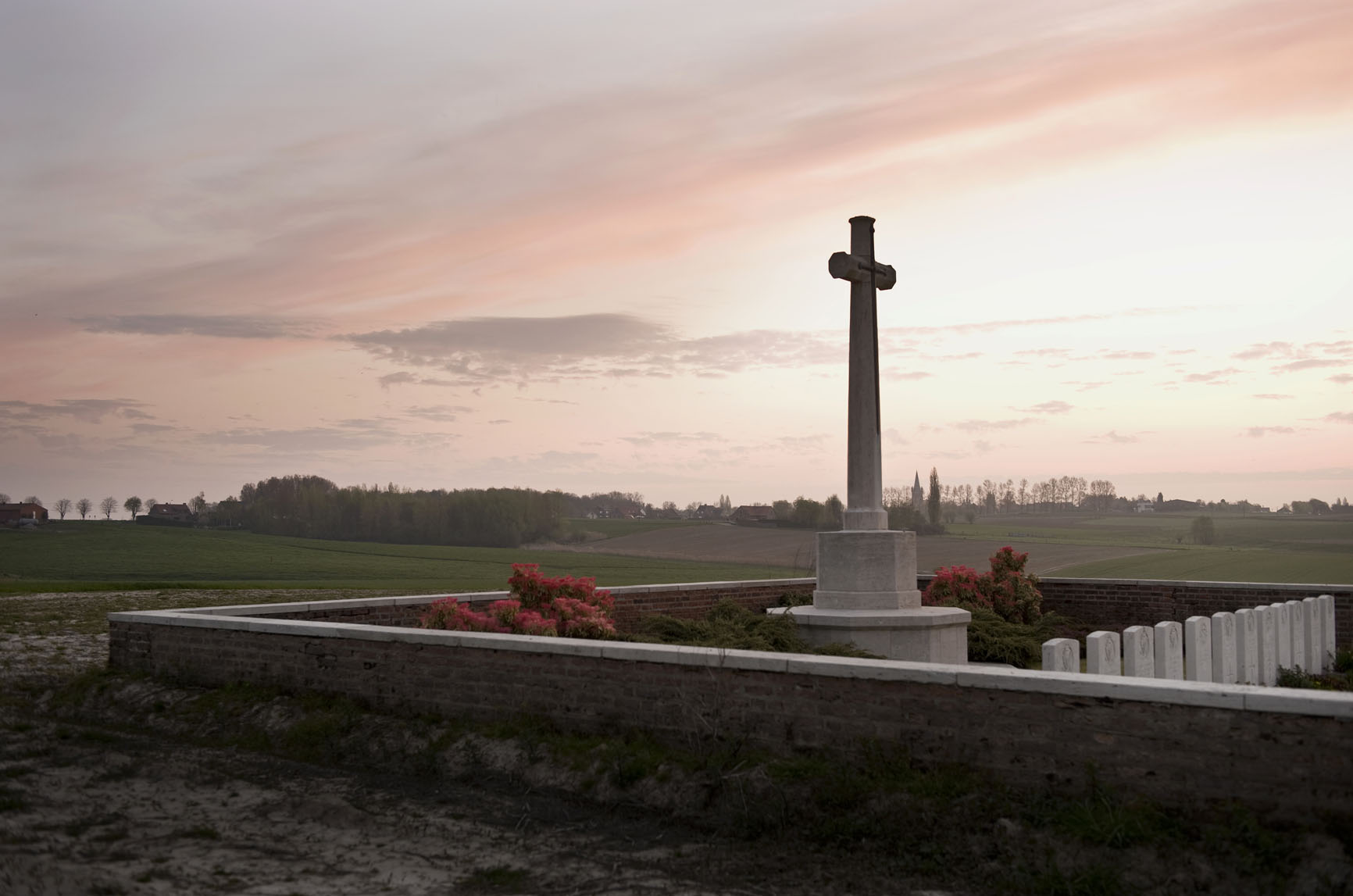
Spanbroekmolen Militaire begraafplaats (WO I) bij Wulvergem

## Mobiliteit
De gemeente heeft geen grote verkeersassen op haar grondgebied, maar vooral lokale wegen tussen de landelijke dorpen. Het gebied wordt hoofdzakelijk ontsloten door enkele wegen die vanuit Ieper uitwaaieren naar de kernen, met vooral de N375 van Ieper naar Belle en de N336 van Ieper naar Armentières die Heuvelland doorkruisen.
Buiten de gemeentegrenzen vormen de autosnelweg A19 in Ieper, en de gewestweg N38 tussen Poperinge en Ieper belangrijke verkeersassen voor Heuvelland, net als de Franse autosnelweg A25/E42 net over de grens.
Voor het openbaar vervoer zijn de dichtstbijzijnde Belgische stations die van Poperinge en Ieper, op de lijn Poperinge-Kortrijk. Busdiensten zorgen voor verbinding met deze steden.

## Bekende Heuvellanders
- Petrus Plancius (1552 - 1622), astronoom, cartograaf en predikant
- Lucien Storme (1916 - 1945), voormalig wielrenner en winnaar van Parijs-Roubaix
- José Lemaire (1936 - 2004), ereburgemeester Nieuwkerke en Heuvelland
- Geike Arnaert (1979), zangeres bij Hooverphonic
- Annelien Coorevits (1986), Miss België 2007
- Hugo Byttebier (1924 - 2004), Belgisch-Argentijns auteur en verzamelaar